# 용인 주북리 지석묘
용인 주북리 지석묘(龍仁 朱北里 支石墓)는 대한민국 경기도 용인시 처인구 양지면 주북리에 있는 청동기시대의 지석묘이다. 1983년 9월 19일 경기도의 문화재자료 제49호로 지정되었다.

## 개요
지석묘는 청동기시대의 대표적인 무덤으로 고인돌이라고도 부르며, 주로 경제력이 있거나 정치권력을 가진 지배층의 무덤으로 알려져 있다.
우리나라의 고인돌은 4개의 받침돌을 세워 돌방을 만들고 그 위에 거대하고 평평한 덮개돌을 올려 놓은 탁자식과, 땅속에 돌방을 만들고 작은 받침돌을 세운 뒤 그 위에 덮개돌을 올린 바둑판식으로 구분된다.
경기도 용인시 양지면에 있는 이 고인돌은 탁자식으로, 덮개돌은 길이가 약 2.8m, 두께 0.45m이며 약 1m 높이의 받침돌이 3개가 받치고 있는 모습이다. 고인돌 근처에는 다른 고인돌의 것으로 보이는 돌들이 남아있으며, 주위에 주북천이 흐르고 있다.
이 지역은 주위에 주북천이 흐르고 있는 입지조건으로 볼 때 당시 사람들의 생활유적이 발견될 가능성이 큰 지역이다.

## 참고 문헌
- 용인 주북리 지석묘 - 국가유산청 국가유산포털